# Kim Milton Nielsen
Kim Milton Nielsen (Copenaghen, 3 agosto 1960) è un ex arbitro di calcio danese.

## Carriera
Arbitro dai modi spicci e atleticamente poco mobile, data anche la notevole statura (1,96 m), si è sempre imposto per la sua grande personalità. Promosso in giovane età al ruolo di arbitro internazionale (1988), ha avuto una carriera repentina: già nel 1992 ricoprì il ruolo di quarto ufficiale di gara all'europeo di calcio in Svezia.
Nel 1993 fu chiamato a dirigere la finale di Supercoppa UEFA tra Barcellona e Werder Brema; nello stesso anno fu impiegato in occasione del mondiale Under-20 in Australia. L'anno dopo gli venne affidata la finale di andata della Coppa UEFA 1993-1994 tra Salisburgo e Inter.
Ha partecipato a tre edizioni dell'europeo: nel 1996 diresse Germania-Russia; nel 2000, Germania-Romania e Belgio-Turchia (gara che però non terminò a causa di un infortunio muscolare, venendo sostituito dall'arbitro austriaco Günter Benkö); infine nel 2004 diresse Francia-Croazia e Paesi Bassi-Lettonia. Ha arbitrato cinque gare al mondiale: due nel 1998, tra cui l'ottavo di finale Inghilterra-Argentina; nel 2002, in Corea del Sud e Giappone, diresse tre partite, tra cui la semifinale Brasile-Turchia.
Fu selezionato anche nell'edizione 1998 della Coppa d'Africa e nell'edizione 2001 della FIFA Confederations Cup, disputatosi in Corea del Sud e Giappone.
Coronò la carriera con la finale della UEFA Champions League 2003-2004 a Gelsenkirchen, tra Porto e Monaco. Vanta inoltre la direzione in quattro semifinali di Champions League (nel 1997, 1999, 2001 e 2002), una semifinale di Coppa delle Coppe UEFA (nel 1998) e una semifinale di Coppa UEFA (nel 1992). Detiene il record di gare dirette nella UEFA Champions League: 53.